# 德比德瓦尔乌帕齐拉
德比德瓦尔是孟加拉国吉大港专区库米拉县的一个乌帕齐拉。其总户数为55619，面积238.36平方千米。

## 人口
1991年人口普查数据显示，德比德瓦尔共有人口数336877，其中成年（含18岁）人口158356。其中男性占比50.33%，女性49.67%，7岁以上人口之平均识字率为35.7%。